# 224 Oceana
A 224 Oceana a Naprendszer kisbolygóövében található aszteroida. Johann Palisa fedezte fel 1882. március 30-án.